# Birger Pohjanheimo
Birger Hans Hygring Pohjanheimo, född 1 november 1895 i Björneborg, död 16 juli 1936 i Helsingfors, var en finländsk skådespelare, manusförfattare och filmfotograf. Han var son till filmproducenten och chefen för Lyyra-Filmi, Hjalmar V. Pohjanheimo.

## Filmografi[2]

### Som skådespelare
- Se kolmas, 1914 (samt som manusförfattare)
- Salainen perintömääräys, 1914
- Pirteä ja kadonnut kori, 1914
- Kun solttu- ja Juusosta tuli herra, 1921
- Sunnuntaimetsäsätäjät, 1921

#### Som filmfotograf
- Nuori luotsi, 1913
- Kesä, 1915